# Горан Милојевић
Горан Милојевић (Аранђеловац, 6. децембар 1964) бивши је југословенски и српски фудбалер, а садашњи фудбалски тренер.

## Каријера

### Клуб
Фудбалско име је стекао у београдској Црвеној звезди за коју је наступао од 1982. до 1988. године. Каријеру је наставио у дресу вечитог ривала Партизана за који је играо до 1990. На 167 прволигашких сусрета у СФР Југославији је постигао 23 гола. Посебно је био ефикасан у дресу „црно-белих“, што му је омогућило да каријеру настави у француском Бресту (1990-91).
Након само једне сезоне преселио се на Иберијско полуострво где је наступао за Мериду (1991-92 и 1996-97), Реал Мајорку (1992-95), Селту из Вига (1995-96) и Виљареал (1997-98) у коме је и окончао каријеру. Наступао је једну полусезону и за мексички тим Клуб Америка (1997).

### Репрезентација
За А репрезентацију Југославије одиграо је две утакмице, 14. септембра 1988. против Шпаније (1:2) у Овиједу и 27. маја 1989. против Белгије (0:1) у Бриселу. Није постигао ниједан погодак.

### Тренер
Остао је у фудбалу да ради као тренер. Водио је Железник, Рудар из Пљеваља, Раднички из Обреновца, Смедерево, шпанске клубове Мериду и Атлетико Балеарес, радио је у Словачкој. 
Био је још и тренер БСК Борче, Младости из Подгорице, Ермис Арадипу и Морнара из Бара. Током 2019. године је био селектор репрезентације Филипина.
Почетком новембра 2020. године је постављен за тренера ОФК Бачке из Бачке Паланке, али је већ наредног месеца напустио клуб.

## Приватно
Његов млађи брат је такође фудбалер и тренер Владан Милојевић, а син Стефан је исто фудбалер.